# Ист-Данбартоншир
Ист-Данба́ртоншир (англ. East Dunbartonshire, гэльск. Siorrachd Dhùn Bhreatainn an Ear) — один из 32 округов Шотландии. 

## География
Граничит с округами Стерлинг на севере, Норт-Ланаркшир на востоке, Глазго-Сити на юге и Уэст-Данбартоншир на западе.

## Населённые пункты
- Бишопбриггс (Bishopbriggs)
- Берсден (Bearsden)
- Керкинтиллох (Kirkintilloch)
- Леннокстаун (Lennoxtown)

## Достопримечательности
- Леннокс ― руины старинного замка.